# Natività della Vergine (Maestro dell'Osservanza)
La Natività della Vergine è un dipinto tempera su tavola (220 × 162 cm, pannello centrale largo 68,8, pannello sinistro 44 e pannello destro 43) di Sano di Pietro, databile al 1438-1439 circa e conservato nel Museo di palazzo Corboli di Asciano.

## Storia
L'opera, proveniente dalla chiesa di Sant'Agata, era una di quelle su cui si incardinava il corpus di opere del Maestro dell'Osservanza. Un documento, scoperto nel 2010, ha finalmente documentato il pagamento di quest'opera a Sano di Pietro, sciogliendo i dubbi sull'identificazione dell'anonimo maestro.

## Descrizione e stile
L'opera si ispira a un analogo soggetto di Pietro Lorenzetti del 1335-1342, dove pure la scena della natività è ambientata in una stanza che si sviluppa con continuità nei tre pannelli del trittico, con le colonnine e gli archetti della cornice che si mimetizzano con lo spazio dipinto.
Sant'Anna ha appena partorito e sta riposandosi in un letto coi cassoni a lato tipicamente medievale. Un'ancella, cho scosta la tenda attorno al letto, le ha portato dell'acqua per lavarsi le mani in un bacile, ed altre due si stanno occupando della bambina, lavandola a una tinozza e avvolgendola in panni puliti e scaldati al fuoco del camino; un'altra inserviente sta portando qualcosa da mangiare: un pollo e una specie di brodino. Sul cassone sta seduta una donna riccamente abbigliata, forse una damigella che ha fatto visita ad Anna, che guarda la bambina facendo un calmo gesto con la mano come per slacciarsi la mantella preziosamente damascata.
Nello scomparto di sinistra si vedono Gioacchino e un altro uomo compostamente seduti con davanti un bambino, mentre sullo sfondo, attraverso una porta, si vede un giardino con un pozzo, un albero e due aiuole fiorite. Una leggera notazione soprannaturale è data dall'angioletto che sta volando, nello scomparto centrale, per incoronare la piccola Maria.
Il dipinto riesce ad ottenere un delicato equilibrio tra realtà e fantasia fiabesca, dove l'occhio dello spettatore si perde nello spazio accuratamente costruito (da notare la prospettiva intuitiva nelle mattonelle sul pavimento), muovendosi tra i numerosi dettagli della vita quotidiana, la dinamica psicologica dei personaggi e la ricchezza decorativa del mondo cortese. I colori sono tenui e in gradazioni che si accordano tra loro, la luce chiarissima, le ombre ridotte al minimo.
La pala è completata da angeli disegnati in alto sulla cornice e tre dipinti come cimasa con la Morte della Vergine, la Madonna dell'Umiltà e il Funerale di Maria.